# فدریکو بونازولی
فدریکو بونازولی (ایتالیایی: Federico Bonazzoli؛ زاده ۲۱ مهٔ ۱۹۹۷) بازیکن فوتبال اهل ایتالیا است.